# Incala polleti
Incala polleti är en skalbaggsart som beskrevs av Franz Antoine 1991. Incala polleti ingår i släktet Incala och familjen Cetoniidae. Inga underarter finns listade i Catalogue of Life.